# Деградація даних
Деградація даних (англ. Data degradation) — поступове пошкодження комп'ютерних даних через накопичення некритичних збоїв в пристрої зберігання даних. Це явище також називається розпад даних (data decay), гниття даних (data rot) або вивітрювання бітів (bit rot).

## Научний приклад
Нижче наведено кілька цифрових зображень, що ілюструють деградацію даних. Всі зображання мають однакову кількість бітів — 326 272. Зліва — оригінальне, непошкоджене зображення. В наступному зображенні один біт було змінено з 0 на 1. На наступних двох зображеннях відповідно було змінено 2 та 3 біти відповідно.
В Linux існує спеціальна команда cmp яка перевіряє ідентичність файлів на рівні бітів.

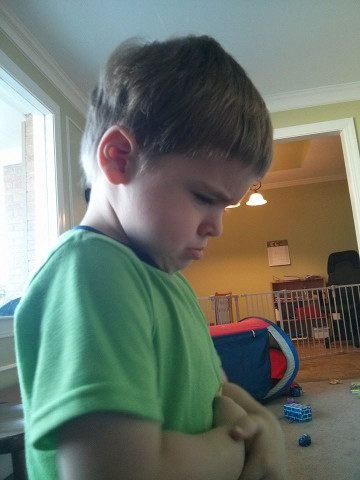
оригінальне зображення
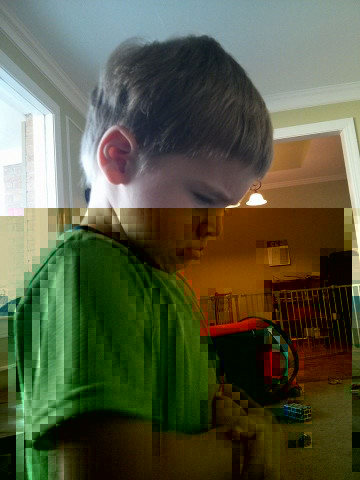
1 біт змінено
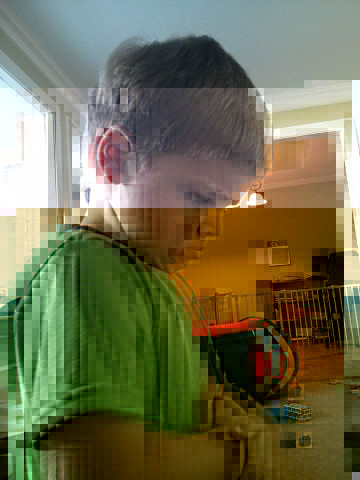
2 біта змінено
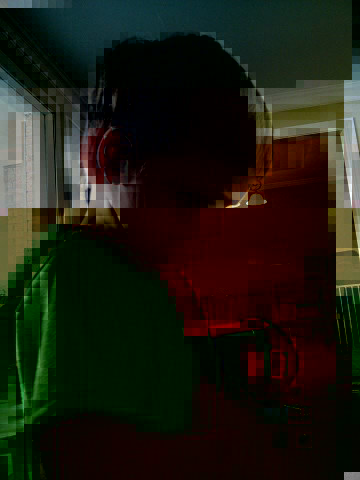
3 біт змінено

## В оперативній пам'яті (RAM)
Деградація даних в динамічній оперативній па́м'яті (DRAM) може відбутися коли електричний заряд комірки поступово розсіюється. Це призведе до того, що замість біт «1» пристрій зчитає «0». Заряд в комірках DRAM може бути змінений космічними променями або іншими випромінюваннями елементарних частинок з високою енергією. Така деградація даних відома як випадкова помилка (soft error).
Для зменшення цього типу деградації даних використовують ECC-пам'ять.

## В носіях даних
Деградація даних є результатом поступової деградації фізичних або хімічних властивостей носія даних з часом. В залежності від типу носія:
- Твердотільні носії, такі як EPROM, флеш-пам'ять та інші твердотільні накопичувачі зберігають дані за допомогою електричних зарядів, які з часом можуть повільно протікати через зміну властивостей ізоляції. Для запобігання цьому, носій з якоюсь періодичністю перепрограмують. Але для цього потрібна не пошкоджена копія даних, що зберігаються на ньому.

- Магнітні носії, такі як жорсткі диски, гнучкі диски та магнітні стрічки можуть спотворити дані через поступове розмагнічення. Для запобігання цьому, дані періодично зчитують та повторно записують, тим самим відновлюючи магнітну орієнтацію шару носія. Важливим для цього типу носія є умови зберігання.

- Оптичні носії, такі як CD-R, DVD-R та BD-R можуть бути фізично пошкоджені або взагалі зруйновані, наприклад, в пристроях зчитування на високих обертах. Для перешкоджання цьому диски слід зберігати диски в темному, прохолодному та сухому місці. З носіями поводитись обережно, не шкрябати їх.

- Паперові носії, такі як перфокарти та перфорована стрічка можуть просто згнити або пошкоджені комахами. Для запобігання цьому, використовують перфоровану стрічку на основі майлар.

## Дефекти компонентів та системи
Більшість дисків, дискових контролерів та складних систем мають деяку ймовірність збою. З постійно зростаючою ємністтю дисків, розмірами файлів та збільшенням кількості даних, що зберігаються на диску, зростає ймовірність появи спотворення даних або інших форм некоректності даних.
В програмному забезпеченні для зменшення ризику прояву спотворення даних застосовують дублювання, додавання додаткової інформації та алгоритми самовідтворення.
Файлові системи ZFS, Btrfs та ReFS мають механізми для запобігання спотворення даних та їх відновлення.